# Aynho
Aynho – wieś w Anglii, w hrabstwie Northamptonshire, w dystrykcie (unitary authority) West Northamptonshire. Leży 36 km na południowy zachód od miasta Northampton i 95 km na północny zachód od Londynu. W 2001 miejscowość liczyła 632 mieszkańców.